# Кирієнко Сергій Владиленович
Сергій Владиленович Кирієнко (уроджений — Ізраітєль; нар. 26 липня 1962 року, Сухумі, Абхазька АРСР, Грузинська РСР) — російський державний діяч, політик. Перший заступник керівника Адміністрації Президента Російської Федерації з 5 жовтня 2016 року. Герой Російської Федерації (2018).
Голова Уряду Російської Федерації (24 квітня — 23 серпня 1998 року). Генеральний директор Державної корпорації з атомної енергії «Росатом» (2005—2016). Наймолодший в історії Російської Федерації голова Уряду Російської Федерації.

## Життєпис
Народився в сім'ї Владилена Яковича Ізраїтеля і Лариси Василівни Кирієнко. Батько — випускник МДУ, доктор філософських наук, професор, в різний час завідував кафедрами Горьковського (Нижньогородського) інституту інженерів водного транспорту (наукового комунізму (1980—1990), політології (1990—1992), гуманітарних і соціальних наук (1992—1995)).
Мати — випускниця Одеського економічного інституту. Сергій випускник відомої сочинської середньої школи № 7.
Закінчив 1984 року Горьковський інститут інженерів водного транспорту і Академію народного господарства при Уряді РФ в 1993 році. Член КПРС з 1984 року. З 1984 по 1986 роки проходив службу в лавах Збройних Сил СРСР.
Трудову діяльність розпочав на посаді майстра суднобудівного заводу «Червоне Сормово». У 1986—1991 роках — секретар комітету ВЛКСМ заводу; перший секретар Горьковської обкому ВЛКСМ.
У березні 1990 року обраний депутатом Горьковської обласної ради народних депутатів.
В 1991—1997 роках — у сфері підприємництва, фінансів і бізнесу: генеральний директор акціонерного товариства «Концерн АМК»; голова правління банку «Гарантія»; президент нафтової компанії «НОРС-ОЙЛ».
У квітні 1997 року Кирієнко переїхав до Москви, де його друг, перший віце-прем'єр Борис Нємцов переконав прем'єра Черномирдіна взяти молодого бізнесмена на посаду в міністерстві палива і енергетики. Черномирдін спочатку заперечував, посилаючись на відсутність державного досвіду у Кирієнка, проте потім, не бажаючи сперечатися, поступився натиску Нємцова.
У 1997—1998 роках Кирієнко — перший заступник міністра, міністр палива та енергетики РФ.
23 березня 1998 року президентом Єльциним Кирієнко призначений в.о. глави Уряду після відставки кабінету Черномирдіна. Єльцин вибирав між генералом Андрієм Ніколаєвим і Кирієнко. Як зазначав у своїх мемуарах Єльцин, йому на посаді прем'єра потрібен політик молодий, енергійний і твердий у перетвореннях. Після першої ж зустрічі Єльцину сподобався стиль мислення Кириєнко — «рівний, жорсткий, абсолютно послідовний».

### Уряд Кирієнка й дефолт 1998 року
З квітня по серпень 1998 року Кирієнко — Голова Уряду РФ. Державна Дума двічі — 10 та 17 квітня 1998 року — відмовляла у згоді на затвердження Кирієнко на посаді Голови Уряду РФ. 24 квітня після третього голосування по його кандидатурі Кирієнко 251 голосом (при мінімумі 226) був затверджений Думою РФ на посаді Голови Уряду (після 3-ї відмови Президент мав право розпустити Думу). Того ж дня Єльцин підписав Указ про призначення Кирієнко Головою уряду РФ.
До моменту призначення Кирієнко в Росії очікувалось[що?] фінансової піраміди державних короткострокових зобов'язань, запущеної при прем'єрстві Черномирдіна. Кирієнко повідомив, що "економіці Росії нанесений важкий удар азійською фінансовою кризою. В результаті кризи світові ціни на нафту впали до 10$ за барель з подальшою спадною тенденцією. Загальний обсяг річного державного бюджету Росії тоді становив близько 20 млрд $, при цьому борг по зарплатах — близько 70 млрд $, а зовнішній борг — 170 млрд. Коштів федерального бюджету не вистачало навіть на виконання поточних зобов'язань держави перед бюджетниками. Ресурсів для виплати зовнішніх боргів зовсім не виявилося.
При формуванні уряду єдиною помітною зміною стало різке скорочення числа віце-прем'єрів і скасування посад перших заступників Голови Уряду. Портфелі заступників Голови Уряду отримали Борис Нємцов, Олег Сисуєв і Віктор Христенко. У кабінеті Кирієнко перебував і політик лівого спектру: при перестановках в уряді 22 липня 1998 року на посаду міністра промисловості і торгівлі був призначений представник КПРФ Юрій Маслюков. Такий крок був зроблений Кирієнко з тактичних міркувань, щоб замортизувати неминучу критику діяльності свого кабінету з боку впливової думської фракції комуністів.
Держдума відхилила антикризову програму кабінету Кирієнко, не запропонувавши альтернативи. Влітку 1998 року у президента Єльцина, роздратованого жорсткою позицією фракції комуністів у Держдумі, виникло бажання видати указ про заборону КПРФ, однак Кирієнко зміг утримати його від ризикованого рішення. Уряд не зміг заощадити на витратах, у результаті довіра до його кредитоспроможності знизилася, західні інвестори позбувалися російських цінних паперів, а виручені рублі терміново конвертували в долари. Курс рубля став стрімко падати.
На тлі відмови російської влади від непопулярних заходів економії, МВФ не побажав надавати другий транш кредиту. У перших числах серпня 1998 року через знецінення російських валютних паперів і відсутність попиту на ДКО комерційні банки опинилися перед загрозою банкрутства, приватний сектор економіки був не в змозі повернути доларові кредити. 14 серпня російський валютний ринок практично зупинився. Перед Кирієнко постала дилема — або витратити останні резерви, надрукувати нічим не забезпечені рублі і таким чином розрахуватися з власниками ДКО; або — провести девальвацію рубля і призупинити, хоча б частково, виплату боргів. У цих обставинах Кирієнко волів утримати на плаву комерційні банки та врятувати державну казну від неминучого розорення, яке викликало б розплата за ДКО.
Вперше в російській історії прем'єр Кирієнко оголосив дефолт — мораторій від виплати боргів. Ця міра торкнулася як суверенних, так і приватних боргів. Російським приватним позичальникам дозволили не платити за борги іноземним кредиторам протягом 90 днів. Сам Кирієнко згодом визнав, що «прийняв погане рішення, — але тільки для того, щоб уникнути ще гіршого».
16 серпня Кирієнко сповістив Єльцина, що уряд бере відповідальність за те, що трапилося і готовий подати у відставку. Тоді Єльцин визнав відставку кабінету Кирієнко передчасною і запропонував йому продовжити роботу. Наступного дня 1998 року в Росії було публічно оголошено про дефолт, курс рубля впав майже втричі, а до 1 жовтня він опустився до 16 рублів за долар. Серед населення почалася паніка, люди масово кинулися забирати вклади з банків, а потім в обмінні пункти — скуповувати тверду валюту на всі готівкові рублі. Повернути вклади всім бажаючим банки не змогли. Обмінні пункти почали закриватися через відсутність валюти. На підприємствах і в організаціях почалися масові звільнення, оскільки виплачувати зарплату стало нічим. Як визнав пізніше Кирієнко, приймаючи рішення про дефолт, він і його колеги по уряду не передбачали, що психологічний удар по населенню буде такої нищівної сили, що в суспільстві пошириться паніка.
У п'ятницю, 21 серпня 1998 року, всі фракції Держдуми солідарно прийняли постанову про недовіру уряду і вимагали відставки Кирієнка. Вранці в неділю 23 серпня Єльцин викликав його до себе і оголосив йому про відставку. Екс-прем'єр запропонував призначити новим головою уряду близького до лівих політичних кіл главу Ради Федерації Єгора Строєва. Проти колишнього секретаря ЦК КПРС Строєва комуністи заперечувати не будуть, а це знизить градус напруженості і панічні настрої в суспільстві. Єльцин рекомендацію Кирієнка не прийняв, намагався знову повернути на посаду прем'єра Черномирдіна, однак Держдума двічі відхилила його кандидатуру. Не бажаючи нового протистояння з парламентом і можливого його розпуску, на третій раз Єльцин під тиском парламентської більшості доручив сформувати уряд міністру закордонних справ і політичному важковаговику Євгену Примакову.
В уряді Примакова Єльцин запропонував нещодавно звільненому Кирієнку посаду першого віце-прем'єра. Тим самим Єльцин намагався поєднати досвід Примакова з динамізмом Кирієнко, якого президент вважав «талановитим і вмілим». Кирієнко відмовився, мотивуючи недовірою до коаліційного уряду і відсутністю чіткої економічної програми Примакова.
За підсумками діяльності у главі уряду Кирієнко разом із Нємцовим і Анатолієм Чубайсом став відомий як «молодий реформатор», який намагався реалізувати в Росії масштабні економічні реформи ліберального спрямування. Проведення реформ було ускладнене різким зниженням експортних цін на нафту (в моменті до 9 доларів за барель), яке призвело до нестабільності на фінансових ринках і подорожчання обслуговування державного боргу РФ.
Результатом проведеного урядом Кирієнко дефолту стала ліквідація піраміди ДКО-ОФЗ, зниження державних витрат на обслуговування боргу. Разом з тим дефолт спричинив спад виробництва і доходів населення, втрату роботи сотнями тисяч людей, гостру банківську кризу, стрибок інфляції, сильне падіння обмінного курсу рубля. Погано на репутації Кирієнко відбилась заява Єльцина 14 серпня 1998 року (за три дні до дефолту), коли той з посиланням на уряд впевнено гарантував росіянам, що девальвації не буде, що все прораховано і під контролем. Згодом ці «гарантії» трактувалися як свідоме введення громадян в оману. Позитивним наслідком різкої девальвації рубля стало масштабне імпортозаміщення і підвищення конкурентоспроможності внутрішнього виробництва, які стали очевидними вже при прем'єрстві Примакова. У народі чотиримісячне прем'єрство Кирієнко ще довго асоціювалося з кризою і потрясіннями 1998 року, закріпленими за молодим реформатором прізвиськом «Кіндер-сюрприз».

### Подальша кар'єра
- 1999 — кандидат у мери Москви, лідер списку Союзу правих сил на виборах в Державну Думу. Список отримав 8 % і посів четверте місце. Напередодні виборів Кирієнко від імені УПС зустрівся з прем'єр-міністром Росії Путіним і передав йому програму блоку, підготовлену перед виборами.
- 1999—2000 — депутат Державної Думи РФ. Лідер фракції «Союз правих сил» в Державній Думі РФ.
- З 18 травня 2000 року — повноважний представник Президента РФ у Приволзькому федеральному окрузі.
- З 2001 року — голова Державної комісії РФ з хімічного роззброєння.
- 14 листопада 2005 — звільнений з посади повноважного представника[5].

### Росатом
- 15 листопада 2005 року призначений головою Федерального агентства з атомної енергії РФ (Росатома). 12 грудня 2007 року — генеральним директором «Росатома», створеного на базі агентства.
- Дійсний державний радник РФ 1 класу (2000)[20]
- 2010 — в рейтингу вищих керівників газети «Коммерсантъ» посів V місце в номінації «Електроенергетика»[21].
- 2010 — дохід глави «Росатома» склав 18 млн рублів, в рік закінчення діяльності в Росатомі (2016) Кирієнко заробляв вже близько 5 млн рублів в місяць[22].

#### Підсумки діяльності в Росатомі
До досягнень Кирієнка на посаді глави Росатома відносять істотне зниження операційної собівартості виробництва електроенергії на АЕС — до 60 копійок за квт/год 2011 року. До 2015 року цей показник знову виріс — до одного рубля за квт/г.
Загалом, за оцінкою директора ТОВ «Інститут енергетичної політики» Володимира Мілова, сотні мільярдів бюджетних рублів витрачені в Росатомі неефективно. Критикували «агресивну політику продовження експлуатації старих енергоблоків» — перш за все, з міркувань безпеки. Збільшувалися проблеми у сфері виробничої бази. Низька якість будівництва призвела до обвалення арматури захисної оболонки реактора на Ленінградської АЕС-2 у 2011 році.
Завод Петрозаводскмаш у Карелії, куди корпорацією планувалося інвестувати 80 млн євро, виявився непристосованим для цієї мети; через два роки, марно витративши кошти, проект закрили. Проте в жовтні 2015 року вперше за багато років волгодонське виробниче об'єднання «Атоммаш» побудувало та відвантажило новий реактор ВВЕР-1200 для споруджуваної Білоруської АЕС.
Намічені Кирієнко плани не виконані по ряду об'єктивних і суб'єктивних причин, укладаються в тенденцію втрати популярності атомної енергетики на планеті. Її частка у світовому виробництві первинної енергії знизилася в XXI столітті вдвічі: якщо 2000 року вона становила 8 %, то 2015-го — 4 %. Несприятливе ставлення до атомної енергетики посилилося в 2011-го після аварії в Японії на АЕС Фукусіма-1.
Енергія АЕС має високу собівартість: не стільки за поточним витратам виробництва, скільки за капітальними витратами. Світова тенденція полягала в тому, що темпи вироблення ресурсу атомних енергетичних реакторів, споруджених у другій половині XX століття, значно випереджали темпи будівництва та вводу в дію нових АЕС. Фактична вартість будівництва АЕС в Росії при Кирієнко становила близько 3800 доларів за кіловат — це дуже затратно, в 2 рази вище, ніж будівництво АЕС в Китаї, і майже в п'ять разів дорожче, ніж коштує будівництво газових електростанцій в Росії. Всі ці обставини не були належним чином враховані Кирієнко при обґрунтуванні федеральних інвестицій.
У роки роботи Кирієнка за участю російських атомників було завершено будівництво і здійснено запуск в експлуатацію АЕС в Бушері (2010—2011) — першої атомної електростанції в Ірані і на всьому Близькому Сході. Крім цього, за участю Росатому введено в дію три реактора в Китаї, два реактора в Індії. Будівництво ще 30 енергоблоків в різних країнах світу триває. Загальна ціна портфеля міжнародних контрактів Росатому, сформованого при Кирієнко, — більше 100 млрд доларів до 2025 року.
Директор Інституту проблем безпечного розвитку атомної енергетики академік Леонід Большов оцінив діяльність Кирієнко на чолі Росатому як успішну, якщо зіставити її з попереднім періодом розвитку галузі (коли російські атомники були явними аутсайдерами на світовому ринку технологій) і роботою аналогічних іноземних підприємств. Згідно з цією оцінкою корпорація ефективно вирішувала важливі для російської економіки завдання. Основними елементами успішної стратегії Кирієнко експерт назвав ставку на високотехнологічний експорт, підйом атомного машинобудування, розвиток прикладної науки і суворе забезпечення безпеки. За 11 років роботи галузі при Кирієнко в Росії на АЕС не сталося жодної аварійної події з оцінкою в два бали або вище за міжнародною семибальною шкалою INES.

### Діяльність в Адміністрації Президента РФ
Після переходу восени 2016 року В'ячеслава Володіна в Держдуму РФ, де він став спікером сьомого скликання, звільнилася вакансія першого заступника керівника адміністрації Президента Росії. На цей пост з 5 жовтня 2016 року і був призначений Кирієнко, паралельну посаду ще одного першого заступника глави АП вже багато років займає колишній прес-секретар Путіна Олексій Громов відомий консервативними, ретроградними поглядами.
При призначенні брався до уваги державний досвід і значний послужний список Кирієнко, саме він як прем'єр-міністр 1998 року представив колективу ФСБ РФ нового керівника Путіна. Експерти відзначали, що не останню роль в призначенні зіграла і колишня близькість Кирієнко до ліберальних кіл (в 1990-ті роки він був другом і соратником Бориса Нємцова). Політолог Аббас Галлямов охарактеризував Кирієнко як чиновника, «явно не вписується в ідеологічний мейнстрім останніх років», призначення якого вказує на те, що Кремль почав пошук альтернативних шляхів. Початок діяльності Кирієнко на новому посту зазначено серією його зустрічей з політтехнологами і лідерами експертного співтовариства. Обговорювалися вибори президента Росії 2018 року. Кирієнко зіткнувся з дилемою, як на тлі старіння і втрати перспектив історичних суперників Путіна — Зюганова і Жириновського, мінімальних рейтингів Миронова і Явлінського — гарантувати результат виборів з заданим результатом (70 %), але в той же час забезпечити видимість політичної конкуренції.
У сферу діяльності Кирієнко в президентській адміністрації (після поділу повноважень з Громовим) потрапив внутрішньополітичний блок, що включає в себе вибори всіх рівнів, взаємодія з політичними партіями, громадськими організаціями, молодіжну політику. Кирієнко підпорядковані управління внутрішньої політики та управління громадських проектів, він займається інтернет-видання та соціальні мережі. За прогнозами експертів Bloomberg, Кирієнко мав очолити передвиборний штаб Путіна на президентських виборах 2018 року.
У листопаді 2016 року Кирієнко включився в обговорення проблеми настання цензури і моралізаторства на свободу творчості, зібравши у себе разом з міністром культури РФ Мединським художніх керівників найбільших театрів Москви і Санкт-Петербурга. Ця тема знайшла співчутливе відображення у посланні президента Путіна до Федеральних Зборів 1 грудня 2016 року, підготовленому за участю Кирієнко, і у виступі на наступний день глави держави на зустрічі з діячами культури в Санкт-Петербурзі.
З 27 грудня 2016 року — голова наглядової ради Державної корпорації з атомної енергії «Росатом».
У лютому 2017 року пресі стало відомо про практику виступів Кирієнко на неоголошених брифінгах в Кремлі перед пулом довірених ЗМІ і на умовах анонімності. В пул довірених ЗМІ увійшли 10 видань, а саме телеканал «Дощ», газети «Відомості», «Комерсант», Росбізнесконсалтинг, Московський комсомолець, «Известия», «Комсомольская правда», інтернет-газета Gazeta.ru інформаційні агентства РИА Новости і ТАСС. У повідомленнях з закритих брифінгів Кирієнко іменується як «джерело в Кремлі», «джерело, близьке до Адміністрації президента Росії», «високопоставлений федеральний чиновник» і подібне.
Технологія поширення інформації з закритих брифінгів Кирієнко передбачає заборони на повідомлення про проведення брифінгу, про точний джерелі інформації, вимоги до журналістів робити нотатки «різноманітніші» і публікувати їх дозованими порціями, — таким чином, щоб не викликати підозри в суспільстві. За даною схемою, яку прийняли до виконання всі згадані видання, була поширена інформація Кирієнко про передачу Ісаакіївського собору РПЦ без погодження з Путіним, ситуація з відставками губернаторів, і можлива схема виборчої кампанії з виборів президента Росії в 2018 році.
5 липня 2018 року Кирієнко присвоєно звання Героя РФ.

### Особисте життя
Сергій одружений першим шлюбом. Дружина — Марія Владиславівна Кирієнко (до шлюбу — Аістова). Діти — Володимир (нар. 1983), Любов (нар. 1992), Надія (нар. 2002).
Володимир Кирієнко у 2008—2011 роках обіймав посаду голови ради директорів Нижегородпромстройбанку, з 2011 по 2016 рік — посаду голови ради директорів нижегородського ТОВ «Капітал». В кінці вересня 2016 року призначений на посаду старшого віце-президента «Ростелекома», де буде займатися корпоративним маркетингом, координацією комерційної діяльності макрофіліалів оператора та новими напрямками розвитку бізнесу. Є співзасновником компанії Titanium Investments, що займається інвестиціями у венчурні проекти, з початковим капіталом 47,8 млн доларів, володіє електростанцією у Володимирській області і проектами в Москві і Московській області (з частками від 5 % до 20 %).
Сергій Кирієнко — володар четвертого дана айкідо. Займається стрільбою, спортивним полюванням і рибальством. Дайвер На дні озера Удомля пройшов екологічний суботник: серед дайверів були Сергій Кирієнко і Дмитро Зеленін.